# Abdoulaye Diallo (football, 1970)
Pour les articles homonymes, voir Abdoulaye Diallo et Diallo.
Abdoulaye Diallo, né le 3 avril 1970 en Mauritanie, est un joueur puis entraîneur de football mauritanien.

## Carrière
Abdoulaye Diallo commence sa carrière à l'AS Somelec. Il évolue ensuite à l'AS Douanes de Nouakchott, à l'ASC Air Mauritanie, à l'AS Sonader, à l'Union sportive de Douala au Cameroun de 1993 à 1995, avant de revenir à l'AS Somelec. Il devient le premier footballeur professionnel mauritanien de l'histoire lors de son passage à l'Union Douala.
Abdoulaye Diallo compte plusieurs sélections en équipe de Mauritanie de football dont deux en 1996, contre le Sénégal en amical le 17 mai 1996 (match nul 0-0) et contre le Burkina Faso pour le compte des éliminatoires de la Coupe du monde de football 1998 le 31 mai 1996 (match nul 0-0). 
Obtenant une licence B CAF en 2016, il crée des équipes féminines de jeunes à Sélibabi.
Le 21 février 2019, il est nommé sélectionneur de la toute nouvelle équipe de Mauritanie féminine de football par le Comité exécutif de la Fédération de football de la République islamique de Mauritanie. La sélection dispute son premier match le 30 juillet 2019 à Nouakchott contre Djibouti.